# Plymouth Prowler
De Plymouth Prowler was een retro-roadster van het Amerikaanse automerk Plymouth. Het model werd tussen 1997 en 2002 verkocht. In dat laatste jaar werd het model onder de naam Chrysler Prowler verkocht nadat het merk Plymouth was stopgezet. De recente opkomst van het retrosegment wordt aan de Prowler toegeschreven. Zo'n tien procent van de Prowler's werd geleverd met een speciale aanhangwagen die dezelfde kleur als de auto had.

## Geschiedenis
Chrysler's idee om een retro-auto te ontwikkelen gaat terug tot 1990. In 1993 begon de Prowler als een conceptauto die dat jaar op de North American International Auto Show te zien was. Het publiek reageerde enthousiast en Chrysler onderzocht of serieproductie haalbaar was. In 1994 stond het model opnieuw op hetzelfde autosalon waar het opnieuw enthousiaste reacties kreeg. In april dat jaar werd begonnen aan een eerste prototype. In september werd het licht op groen gezet voor serieproductie. Conner Avenue Assembly werd klaargemaakt voor de productie. Begin 1996 werd de komst van de Prowler bekendgemaakt. In juli dat jaar werden ook de eerste achttien hand gebouwde testexemplaren geproduceerd. In januari 1997 komt de Prowler in productie, hetzij nog in zeer beperkte oplages. Dat jaar werden uiteindelijk 457 stuks met de hand gebouwd waarvan er 396 verkocht werden in Noord-Amerika. Voor 1998 werden geen Prowlers gebouwd. Wel werd in Detroit een nieuwe Prowler voorgesteld voor modeljaar 1999. Van januari 1998 tot juli 1999 werden 3921 exemplaren geproduceerd, allen voor verkoop in modeljaar 1999. Voor modeljaar 2000 werden 2746 Prowlers gemaakt en voor 2001 3142. Dan werd - naar aanleiding van de stopzetting van het merk Plymouth - het einde van de Plymouth Prowler aangekondigd. Vanaf januari 2001 ging het model verder als de identieke Chrysler Prowler. In totaal werden 8532 Prowlers gebouwd onder de merknaam Plymouth. Tot 15 februari 2002, de laatste productiedag, werden nog 1436 Chrysler Prowler's gebouwd. Het laatste exemplaar was een unieke High Voltage-blauwe Prowler die bij Christie's geveild werd voor 175.000 dollar. De totale Prowler-productie kwam daarmee op 11.702 stuks.

## Productie en verkoop
| Jaar                 | Verkoop | Productie | Kleuren                                                |
| -------------------- | ------- | --------- | ------------------------------------------------------ |
| 1997                 | 396     | 457       | 1: Paars                                               |
| 1998                 | 0       | 0         | 0                                                      |
| 1999                 | 3900    | 3921      | 4: +Geel, +Zwart, +Rood                                |
| 2000                 | 2724    | 2746      | 7: +Zilvergrijs, +Woodward, +Tweekleurig               |
| 2001                 | 3127    | 3142      | 13: -Tweekleurig, +Zwart/grijs, +Oranje, +Blauw, +Goud |
| 2002                 | 1431    | 1436      | 8: Blauw, Zwart, Oranje, Zilvergrijs, Goud, Geel, Rood |
| Totaal Plymouth      | 8417    | 8532      | 8                                                      |
| Totaal               | 11.578  | 11.702    | 17                                                     |
| Totaal aanhangwagens |         | 1367      | 12 + zonder kleur                                      |